# Conchocarpus marginatus
Conchocarpus marginatus é uma espécie de planta do gênero Conchocarpus e da família Rutaceae.  
Conhecida apenas da região
de Linhares, Espírito Santo, onde habita interior de mata pluvial.
Foi coletada com flores em
abril e dezembro; com frutos em janeiro, março e abril.
Espécie notável no gênero
pelas flores amarelas, muito semelhantes às de Conchocarpus silvestris Nees & Mart., porém diferindo desta pelas folhas
unifolioladas lustrosas e venosas.  

## Taxonomia
A espécie foi descrita em 1998 por José Rubens Pirani e Jacquelyn Ann Kallunki. 
O seguinte sinônimo já foi catalogado:  
- Angostura marginata  Rizzini

## Forma de vida
É uma espécie terrícola e arbustiva. 

## Descrição
Arbusto ou arvoreta delgada, râmulos e gemas densamente ocráceo-seríceos. Ela tem folhas alternas, unifolioladas, longo-pecioladas; lâmina oblongo-oblanceolada, ápice agudo a obtuso às vezes retuso, base longamente atenuada, face abaxial com tricomas adpressos. Inflorescência tirso subterminal, longo-pedunculado. Ela tem flores amarelas; cálice cupular; corola com cerca de 10 mm; ovário umbilicado pubescente. Mericarpos conchados, ferrugíneo-hirsútulos.  
| Folha                         | Folha                              |
| ----------------------------- | ---------------------------------- |
| ápice do pecíolo              | pouco dilatado                     |
| ápice das lâmina              | agudo/obtuso                       |
| filotaxia                     | alterna                            |
| divisão da lâmina             | simples ou unifoliolada            |
| Inflorescência                |                                    |
| agrupamento                   | solitária                          |
| bráctea foliácea sempre verde | ausente                            |
| comprimento                   | alongada geralmente maior que 7 cm |
| posição                       | entre os ramo com folha            |
| ramificação(ções)             | laxamente ramificada               |
| Flor                          |                                    |
| sépala                        | persistente                        |
| número de estame fértil       | 2                                  |
| simetria da corola            | actinomorfa                        |
| cor da corola                 | amarela                            |
| antera                        | livre                              |
| indumento das antera          | pubescente                         |
| ovário                        | pubescente                         |
| estilete                      | conato                             |
| Fruto                         |                                    |
| ápice                         | arredondado                        |

## Conservação
A espécie faz parte da Lista Vermelha das espécies ameaçadas do estado do Espírito Santo, no sudeste do Brasil. A lista foi publicada em 13 de junho de 2005 por intermédio do decreto estadual nº 1.499-R. 

## Distribuição
A espécie é encontrada no estado brasileiro do Espírito Santo. 
A espécie é encontrada no domínio fitogeográfico de Mata Atlântica, em regiões com vegetação de floresta ombrófila pluvial.